# Franz Laake
Franz Laake (* 1954) ist ein deutscher Journalist und Nachrichtensprecher. Er war von 1988 bis 1993 Sprecher der Tagesschau. Bei der Deutschen Welle begann er 1982 als Sprecher, beim Deutschlandfunk 1984, beim WDR Fernsehen 1985, unter anderem in der Aktuellen Stunde.

## Hörspiele
- 1998: Volker Braun: Der Staub von Brandenburg – Regie: Joachim Staritz (Hörspiel – DLF/SFB)